# Devonshire Park Lawn Tennis Centre
Das Devonshire Park Lawn Tennis Centre ist ein Tenniskomplex in Eastbourne, England. Der Hauptplatz hat eine Kapazität von 8000 Plätzen. Insgesamt gibt es 13 Rasenplätze.

## Nutzung
Die Anlage ist die Austragungsstätte des WTA Eastbourne einem Tennisturnier der WTA Tour bei den Frauen. Mit einer kurzen Unterbrechung findet seit 2009 an selber Stelle auch das ATP Eastbourne statt, einem Tennisturnier der ATP World Tour bei den Herren.